# Nederlands kampioenschap schaatsen sprint 1977
Het Nederlands kampioenschap sprint 1977 (voor mannen) was de achtste editie van dit schaatsevenement dat over de sprintvierkamp (2x 500, 2x 1000 meter) werd verreden. Het vond plaats in het weekend van 8 en 9 januari op de onoverdekte ijsbaan van het IJsstadion Drenthe in Assen, tegelijkertijd met de Nederlandse kampioenschappen schaatsen allround 1977 (voor mannen en vrouwen).
Er nam een recordaantal van twaalf deelnemers deel, twee meer dan aan het eerste kampioenschap in 1970, waaronder zes debutanten. Titelhouder Jos Valentijn, eerder kampioen in 1973, behaalde zijn derde titel. Debutant Sies Uilkema eindigde als tweede in het eidklassement. Net als in 1971 en 1973 werd de derde plaats ingenomen door Eppie Bleeker, de kampioen van 1974 en 1975.
Bleeker, Valentijn en Bert de Jong vertegenwoordigden Nederland bij de Wereldkampioenschappen schaatsen sprint 1977 (26 en 27 februari) op de onoverdekte ijsbaan De Meent in Alkmaar.

## Uitslagen
Afstandmedailles
| Afstand  | 1e            | 2e            | 3e            |
| -------- | ------------- | ------------- | ------------- |
| 1e 500m  | Jos Valentijn | Sies Uilkema  | Eppie Bleeker |
| 1e 1000m | Jos Valentijn | Sies Uilkema  | Miel Govaert  |
| 2e 500m  | Sies Uilkema  | Jos Valentijn | Eppie Bleeker |
| 2e 1000m | Sies Uilkema  | Jos Valentijn | Eppie Bleeker |

Eindklassement
| Rang   | Schaatser         | Punten         | 500m       | 1000m          | 500m             | 1000m                   |
| ------ | ----------------- | -------------- | ---------- | -------------- | ---------------- | ----------------------- |
| Goud   | Jos Valentijn     | 161.720 BR, CR | 40,87 (1)  | 1.21,74 (1) BR | 39,77 (2)        | 1.20,42 (2)             |
| Zilver | Sies Uilkema      | 162.145        | 41,40 (2)  | 1.22,17 (2)    | 39,68 (1) BR, CR | 1.19,96 (1) BR, CR, NRj |
| Brons  | Eppie Bleeker     | 163.200        | 41,70 (3)  | 1.22,73 (4)    | 39,85 (3)        | 1.20,57 (3)             |
| 4      | Bert de Jong      | 165.340        | 41,90 (5)  | 1.23,43 (5)    | 40,72 (8)        | 1.22,01 (4)             |
| 5      | Jan Bazen         | 165.985        | 42,15 (6)  | 1.25,14 (9)    | 40,02 (4)        | 1.22,49 (7)             |
| 6      | André Kraaijeveld | 166.040        | 41,82 (4)  | 1.24,68 (7)    | 40,27 (6)        | 1.23,22 (9)             |
| 7      | Gerke Hadders     | 166.805        | 42,49 (9)  | 1.23,93 (6)    | 40,84 (10)       | 1.23,02 (8)             |
| 8      | Lieuwe de Boer    | 166.965        | 42,47 (8)  | 1.24,83 (8)    | 40,43 (7)        | 1.23,30 (10)            |
| 9      | Miel Govaert      | 167.080        | 43,46 (11) | 1.22,22 (3)    | 41,37 (12)       | 1.22,28 (5)             |
| 10     | Piet de Boer      | 167.165        | 42,97 (10) | 1.25,59 (10)   | 40,21 (5)        | 1.22,38 (6)             |
| 11     | Berend Casemier   | 168.165        | 42,34 (7)  | 1.25,98 (11)   | 40,79 (9)        | 1.24,09 (11)            |
| 12     | Henk Hospes       | 170.780        | 43,53 (12) | 1.27,60 (12)   | 41,14 (11)       | 1.24,62 (12)            |

BR = baanrecord
CR = kampioenschapsrecord
NRj = Nationaal record junioren